# 曲家瑞
曲家瑞（英語：Kristy Chu，1965年5月3日—），實踐大學媒體傳達設計學系副教授，大學教師、媒體人、藝術家、作家、二手玩具收藏家、策展人、手繪漫畫家等身分於一身。出生於臺灣臺北。於2018年，擔任金鐘獎視覺形象與動畫總監，曾參與多項知名節目錄製。

## 出版作品

### 著作

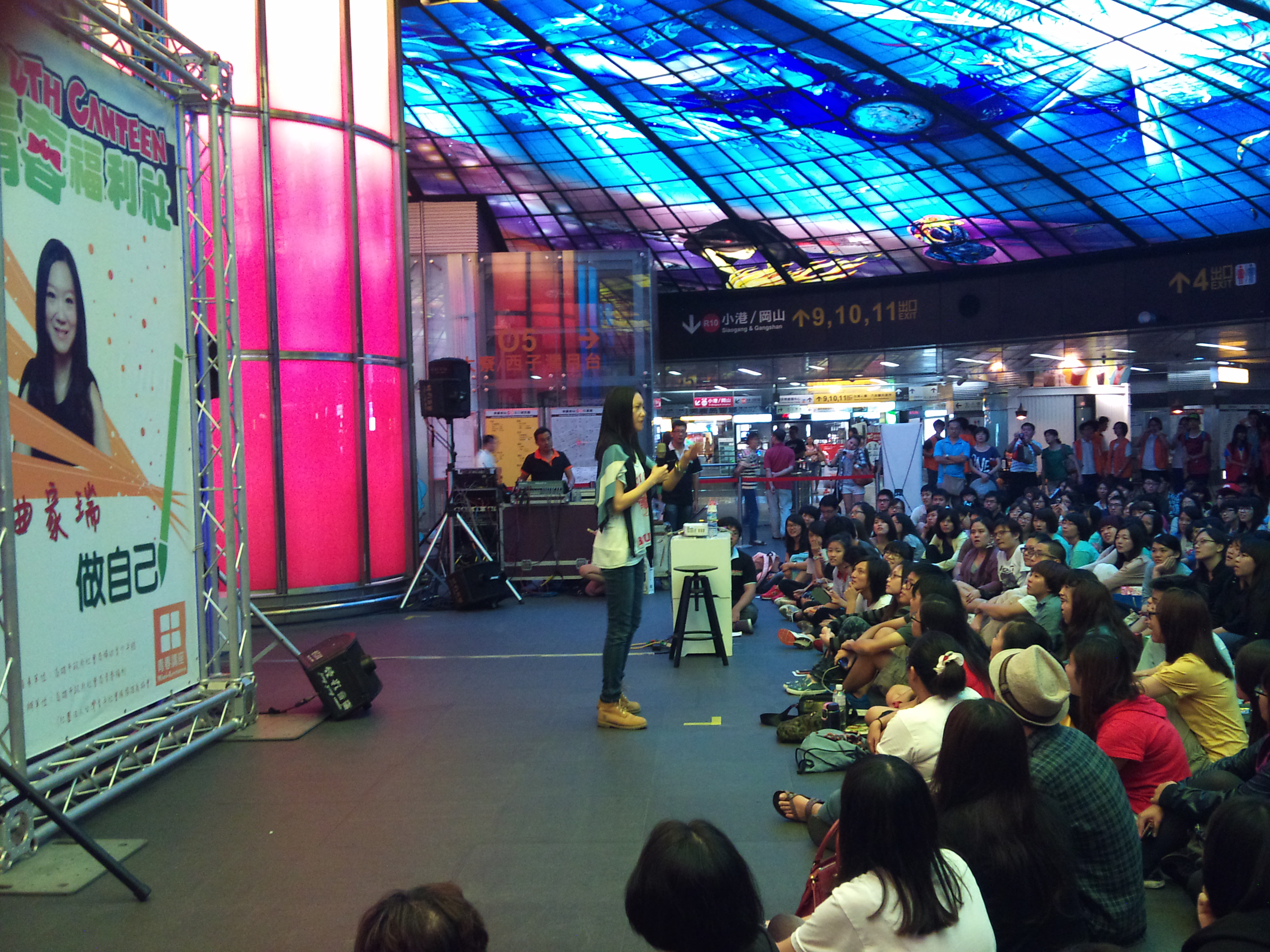
在高雄捷運美麗島站光之穹頂下演講的曲家瑞

| 年份   | 書名                               | 出版社                                                                   | ISBN               |
| ------ | ---------------------------------- | ------------------------------------------------------------------------ | ------------------ |
| 1996年 | 《MILTON》                         | 舊金山Wetlands Press出版（兒童書籍）                                     |                    |
| 1997年 | 《一些愚蠢的話》（插畫），黎明柔著 | 元尊文化                                                                 | ISBN 9579871701    |
| 1997年 | 《Love me》                        | 遠流出版公司                                                             | ISBN 9573231387    |
| 1998年 | 《no worries, 沒煩惱 安全說愛》    | 杏陵醫學基金會、倫敦國際集團戴銳斯保險套、臺北市立性病防治所聯合製作出版 |                    |
| 1999年 | 《Cause of U因為你》               | 翰音文化                                                                 | ISBN 9789579778800 |
| 2005年 | 《書房的16種遊戲》                 | 網路與書出版                                                             | ISBN 9868078679    |
| 2006年 | 《拜託，不要每個人都一樣》         | 方智出版社                                                               | ISBN 9861750169    |
| 2008年 | 《喂，幹嘛不做你自己》             | 方智出版社                                                               | ISBN 9789861751337 |
| 2015年 | 《誰說我沒有影響力》               | 平安文化                                                                 | ISBN 9789578039407 |
| 2018年 | 《於是，我們交換了青春》           | 皇冠文化                                                                 | ISBN 9789573333692 |

### 翻譯著作
| 年份   | 書名                             | 出版社                   | ISBN               |
| ------ | -------------------------------- | ------------------------ | ------------------ |
| 2008年 | 《我的第一本設計書：簡單就是美》 | 典藏藝術家庭、典藏出版社 | ISBN 9789866833144 |
| 2008年 | 《我的第二本設計書：複雜也不錯》 | 典藏藝術家庭、典藏出版社 | ISBN 9789866833151 |

### 論文發表
- 2004「從場所特性觀點談公共藝術之互動性—互動式公共藝術發展初探」，藝術學報第74期，國立臺灣藝術大學
- 2005「音服·衣符—由音樂符碼到服裝形構之設計創作」，「時尚年代」國際設計研討會，實踐大學設計學院
- 2006「自我·原型—從手繪作品轉化到立體裝置之創作實驗」，「設計進化論」國際設計研討會，實踐大學設計學院

## 演出作品

### 電視劇
| 年份   | 頻道   | 劇名             | 飾演角色 |
| 2012年 | 公視   | 愛你一百年       | 陳志偉妻 |
| 2015年 | 乐视网 | PMAM之慾望俱樂部 | 曲家瑞   |

### 電影
| 年份   | 片名           | 飾演角色 |
| 2014年 | 相愛的七種設計 | 大設計家 |
| 2015年 | 我的少女時代   | 國文老師 |

### 綜藝節目
- 2014 貴州衛視唱出爱火花 导师

## 音樂作品

### 單曲
- 2015年 《挑戰曲》（台灣之星電信廣告曲）作詞：X-Line     作曲：潘偉凡    饒舌排編：沈懿
- 2015年 《青春加油曲》（台灣之星電信廣告曲）作詞：X-Line     作曲：潘偉凡    饒舌排編：沈懿
- 2015年 《Go堅持曲》（台灣之星電信廣告曲）作詞：X-Line     作曲：潘偉凡    饒舌排編：沈懿

## 主持作品

### 網路節目
- 2016 YouTube同志網路節目TA們說（與威廉、薛仕凌、戴祖雄）

## 得獎紀錄
- 1999年：作品「no worries 沒煩惱    安全說愛」臺灣優良衛教宣導版品手冊類第一名，率領學生創作全臺灣第一本性教育筆記書
- 2000年：作品「板橋印象」板橋新站公共藝術第六區首獎
- 2007年：雕塑作品「畢業班2010」臺灣第一屆公共藝術獎最佳民眾參與獎
- 2009年：獲臺北市文化局提名「第13屆臺北文化獎」
- 臺北市私立復興中小學傑出校友

## 外部連結
- 曲家瑞的Facebook專頁
- 曲家瑞的Instagram帳戶
- 曲家瑞的新浪微博
- 曲家瑞在互联网电影资料库（IMDb）上的資料（英文）
- 曲家瑞在香港影庫上的簡介